# NGC 1609
NGC 1609 è una galassia lenticolare situata nella costellazione dell'Eridano, a una distanza di circa 205 milioni di anni luce dalla nostra Via Lattea.

## Scoperta
La galassia è stata scoperta il 26 novembre 1786 dall'astronomo britannico di origine tedesca William Herschel.